# Otto z Ottenfeldu
Otto z Ottenfeldu, také Maxmilián Otto z Ottenfeldu (7. prosince 1777 Opočno – 12. února 1858 Hietzing) byl ředitel rakouské pošty a poštovní reformátor.

## Život
Narodil se v Opočně ve šlechtické rodině. Jeho otec byl v Opočně polesným. Po studiu práv v Praze a ve Vídni, zůstal ve Vídni, kde od roku 1802 pracoval v ústředním úřadu pro správu hospodářství, které mělo na starost i poštovnictví. Tam měl mj. na starost převzetí spisů, týkajících se poštovnictví, od rodiny Paarů..V roce 1816 se stal tajemníkem poštovního oddělení, v roce 1820 se stal prozatímním ředitelem pojízdné pošty (mj. dopravy osob), v roce 1826 vládním radou a ředitelem pojízdné pošty a v roce 1829 vládním radou a nejvyšším poštovním správcem. Na sklonku své kariéry ještě zažil rychlý rozvoj železniční dopravy, která nahrazovala jím zavedené rychlé poštovní dostavníky. Po odchodu do důchodu v roce 1849 žil v Hietzingu, kde také zemřel.

## Provedené reformy
Ottenfeld zorganizoval jízdu poštovních dostavníků tak, že např. doba jízdy z Vídně do Prahy byla v roce 1823 zkrácena z pěti dnů na 36 hodin. Rychlé poštovní dostavníky dopravovaly i poštovní zásilky. Podílel se také na přípravě rakouského poštovního zákona z roku 1837.